# Hill GH1
La Hill GH1 è una vettura da Formula 1 realizzata dal team britannico Embassy Hill.

## Sviluppo
La GH1 rappresentò la prima vettura realizzata in proprio dal team in sostituzione della precedente Lola T370 che corse nel campionato del mondo 1974.

## Tecnica
La vettura venne progettata dall'ex progettista della Lola Andy Smallman. Il telaio era del tipo monoscocca in alluminio realizzato dalla TC Prototypes. Come propulsore montava un Ford Cosworth DFV dalla potenza di 490 CV con 363 Nm di coppia gestito da un cambio Hewland FGA400.

## Attività sportiva
Il debutto ufficiale si ebbe nel Gran Premio di Spagna dove gareggiarono per il team François Migault e Rolf Stommelen. Proprio quando il pilota tedesco era in testa al Gran Premio, la perdita dell'alettone provocò la sua uscita di pista con l'uccisione di quattro spettatori. Nel Gran premio di Montecarlo proprio Graham Hill tentò di qualificarsi, ma senza fortuna. Questo gli fece prendere la decisione di ritirarsi dall'attività di pilota, per concentrarsi sulla gestione della squadra.
Sostituito Stommelen con Tony Brise (pupillo di Hill), la scuderia riuscì ad ottenere i suoi primi punti iridati al Gran Premio di Svezia proprio con Brise che arrivò sesto. Successivamente, il futuro campione del mondo Alan Jones, conquistò un ottimo quinto posto nel Gran Premio di Germania disputato al Nürburgring. Con tre punti accumulati, la scuderia si classificò 11º in classifica costruttori.